# Metilazione
Il termine metilazione è usato in chimica per definire l'addizione o la sostituzione di un gruppo metile su vari substrati. Si tratta di un termine comunemente utilizzato in chimica, biochimica, e scienze biologiche.
In chimica organica, la metilazione si riferisce nello specifico alla sostituzione di un atomo di idrogeno con il gruppo metile.
Nei sistemi biologici, la metilazione è catalizzata da enzimi; tale metilazione può essere coinvolta nella modifica dei metalli pesanti, nella regolazione dell'espressione genica e della funzionalità proteica, oltre che nel metabolismo dell'RNA. La metilazione dei metalli pesanti può avvenire anche al di fuori dei sistemi biologici.

## Metilazione biologica

### Epigenetica
La metilazione che contribuisce all'eredità epigenetica può avvenire attraverso la metilazione del DNA o delle proteine.
La metilazione del DNA nei vertebrati avviene tipicamente nei siti CpG (citosina-fosfato-guanina; che si ha ove la citosina è direttamente seguita da una guanina nella sequenza del DNA); tale metilazione risulta nella conversione della citosina in 5-metilcitosina. La formazione del Me-CpG è catalizzata dall'enzima DNA metiltransferasi. I siti CpG sono poco comuni nel genoma degli invertebrati mentre sono spesso trovati con maggior densità nei promoter genici dei vertebrati, in cui sono collettivamente denominati isole CpG. Lo stato di metilazione di questi siti CpG può avere un grave impatto sull'attività/espressione genica. Nei mammiferi sono state riconosciute vari tipi di DNA metiltrasferasi: DNMT3A e DNMT3B, metiltransferasi de novo indispensabili per stabilire nuovi pattern di metilazione sul DNA non metilato; DNMT1, DNA metiltransferasi di mantenimento, fondamentali nel mantenere i pattern di metilazione durante la replicazione in quanto sono in grado di metilare filamenti di DNA emimetilati; DNMT2, che ha una un'attività minima e DNMT3L, una DNA metiltrasferasi associata all'attività di DNMT3A e DNMT3B.
Il pattern di metilazione del DNA nell'Ippocampo è responsivo all'ambiente anche negli individui adulti e gli eventi di metilazione-demetilazione giocano un ruolo fondamentale nella memoria e nei processi di apprendimento.
È plausibile pensare che il grado di metilazione del 
DNA possa cambiare nel corso della vita e rappresenti il mezzo attraverso il quale l'ambiente può plasmare il 
genoma e influenzare il fenotipo.
La metilazione delle proteine, invece, si manifesta nello specifico attraverso la modificazione chimica delle proteine istoniche (H2A, H2B, H3 e H4) che contribuiscono a formare la caratteristica struttura cilindrica, attorno cui si avvolge il DNA, dando luogo a quello che viene definito come nucleosoma.
Questo evento, ha solitamente luogo sui residui amminoacidici di arginina o lisina nella sequenza proteica. L'arginina può essere metilata una (arginina monometilata) o due volte, con entrambi i gruppi metile su un terminale azoto (arginina dimetilata asimmetrica) o uno su entrambi gli azoti (arginina dimetilata simmetrica) dalla peptidilarginina metiltransferasi (PRMTs). La lisina può essere metilata una, due o tre volte dalla lisina metiltransferasi. Il trasferimento del gruppo metile dall'S-adenosil metionina agli istoni è catalizzato da enzimi noti come istone metiltransferasi, che catalizzano tale modificazione chimica più frequentemente a livello degli istoni H3 ed H4. Gli istoni che sono metilati su certi residui possono agire epigeneticamente per reprimere o attivare l'espressione genica. La metilazione proteica è un tipo di modificazione pre-trascrizionale.

### Metilazione ed espressione genica

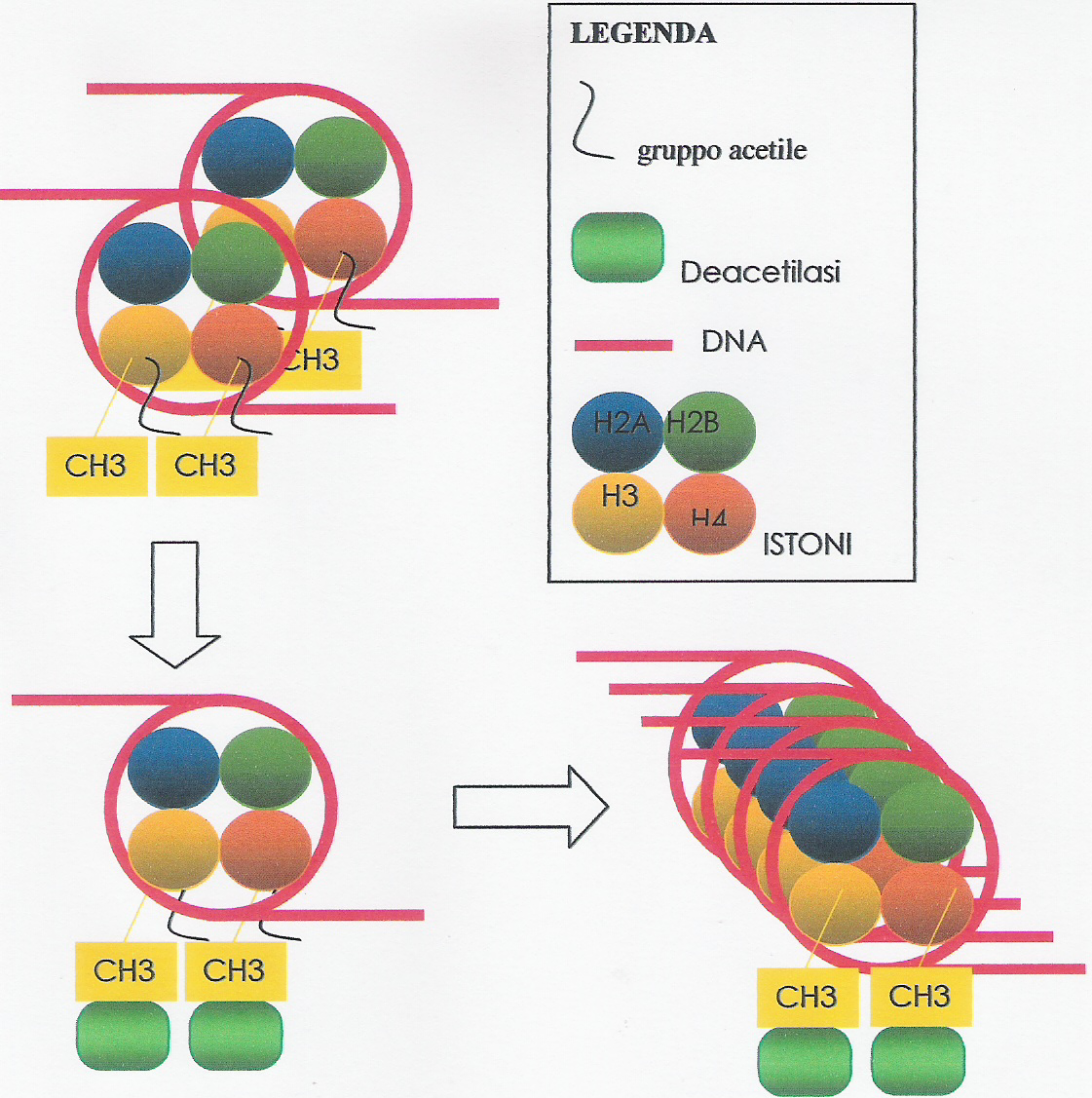
La metilazione reprime l'espressione genica, determinando una maggiore compattazione tra DNA e istoni.

L'evento che è alla base delle modificazioni epigenetiche del genoma è la metilazione. Le modificazioni apportate, da specifici enzimi, sul DNA e sulle proteine, contribuiscono a definire specifici marker, ereditabili dalla generazione parentale alle successive, che contraddistinguono un individuo da un altro. In base alle tipologie di modificazioni epigenetiche infatti, due individui che hanno lo stesso genotipo, sono differenti in alcuni aspetti, come ad esempio la predisposizione allo sviluppo di specifiche patologie.
Tali eventi si esplicano in seguito alla modificazione della compattazione dei nucleosomi a formare la cromatina; un evento particolarmente frequente è l'azione della metiltrasferasi, codificata dal gene Su(Var)3-9, che agisce andando ad aggiungere un gruppo metile a livello della lisina 9 dell'istone H3. Questo tipo di modificazione, richiama il legame di particolari proteine, molto frequentemente enzimi della classe delle deacetilasi, che rimuovono i gruppi acetile dalle code amminoacidiche che protrudono dagli istoni; in questo modo, la mancanza di gruppi acetile, determina un aumento delle cariche positive sulle code istoniche, evento questo, che sfocia nella maggiore compattazione dei nucleosomi, impedendo così l'accessibilità da parte dei fattori di trascrizione. In questo modo l'informazione genetica è eterocromatizzata e il gene interessato è represso.
Questi meccanismi che portano alla modificazione dello stato di espressione dei geni, sono stati individuati come fondamentali nell'espressione differenziale di geni nei veri tessuti nell'organismo umano, oltre che nello sviluppo di varie patologie.

### Sviluppo embrionale
Ancora prima della formazione dell'embrione, la metilazione svolge un ruolo importante anche nella marcatura dei geni di origine materna e di origine paterna, fenomeno questo, noto come imprinting (genetica); la differente metilazione di un determinato locus genico infatti, costituisce una sorta di "impronta", che impone l'espressione di uno solo dei due alleli di quel determinato locus, o quello materno o quello paterno. Durante la formazione dei gameti infatti si verifica una differente tipologia di imprinting: nella spermatogenesi si verifica un imprinting di tipo materno, nell'oogenesi invece di tipo paterno.
Una volta avvenuta la fecondazione, segue la formazione dello zigote, che subisce una demetilazione generale; da sottolineare è il fatto che, in questa fase, i geni imprinted, mantengono comunque il loro stato di metilazione. Successivamente si ha la formazione della blastocisti, che subisce un certo grado di metilazione subito prima dell'impianto.
Nel momento in cui si ha poi la formazione dei tessuti embrionali, questi ultimi vanno incontro a una fase di metilazione attiva.
Infine un ultimo step, prevede uno specifico stato di metilazione, nella fase del differenziamento delle gonadi; si verificherà infatti un pattern di metilazione specifico a seconda che a svilupparsi sia l'ovaio o il testicolo.
Questo processo è anche denominato "riprogrammazione epigenetica". 
L'importanza della metilazione è stata mostrata nei mutanti, caratterizzati da uno knockout per la DNA metiltransferasi. Tutti gli embrioni risultanti morirono allo stadio della morula.

### Metilazione nello sviluppo postnatale
Una crescente evidenza sta rivelando un ruolo della metilazione nell'interazione di fattori ambientali con l'espressione genica. Differenze nella cura parentale durante i primi 6 giorni di vita nel ratto inducono schemi differenziali di metilazione in alcune regioni promoter influenzando in questo modo l'espressione genica. Inoltre, anche processi più dinamici come il segnale delle interleuchine è stato assodato essere regolato dalla metilazione.

### Metilazione e cancro
Lo studio della metilazione è recentemente divenuto un tema centrale nella ricerca. Gli studiosi hanno rilevato come in normali tessuti, la metilazione di un gene è principalmente localizzata nella regione codificante, che è povera di CpG. Al contrario, la regione promoter del gene non è metilata, malgrado un'elevata densità di isole CpG nella regione stessa.
La neoplasia è caratterizzata da uno "sbilanciamento di metilazione" dove l'ipometilazione del genoma è accompagnata da locali ipermetilazioni e una crescita nell'espressione del DNA metiltransferasi (1). Lo stato complessivo di metilazione in una cellula può anche essere un fattore accelerante nella carcinogenesi come suggerisce l'evidenza che l'ipometilazione genomica può portare a instabilità cromosomica e crescenti tassi di mutazione (3). Lo stato di metilazione di alcuni geni può essere usata come biomarker per la tumorigenesi. Per esempio, l'ipermetilazione del pi-class glutathione S-transferase gene (GSTP1) appare come un affidabile indicatore del carcinoma della prostata (2).
Nel tumore, le dinamiche di silencing dei geni genetici ed epigenetici sono molto differenti. La mutazione genetica somatica porta a un blocco della produzione di proteine funzionanti dall'allele mutante. Se un vantaggio selettivo è dato alla cellula, le cellule si espandono clonandosi dando origine a un tumore in cui tutte le cellule mancano della capacità di produrre proteine. Al contrario, il silencing del gene mediato epigeneticamente avviene in modo graduale. Ha Inizio con un lento rallentamento della trascrizione, provocando una diminuzione nella protezione delle isole CpG dalla diffusione di eterocromatine laterali e metilazione all'interno dell'isola. Questa perdita risulta nel graduale aumento di siti CpG individuali, che variano tra copie dello stesso gene in cellule diverse (6).

### Metilazione e difesa dei batteri
Il DNA delle cellule batteriche è caratterizzato dal fatto di possedere uno specifico schema di metilazione. La metilasi è l'enzima che riconosce una specifica sequenza e metila una delle basi (adenosina o citosina), all'interno o vicino a tale sequenza. I DNA esogeni che vengono introdotti nella cellula, avendo un differente pattern di metilazione, sono degradati dagli enzimi di restrizione. Questo agisce come una sorta di primitivo sistema immunitario, permettendo ai batteri di proteggersi dalle infezioni dei batteriofagi. Nelle cellule batteriche è stata allora definita la presenza dei caratteristici sistemi di restrizione e modificazione, costituiti da endonucleasi specifiche, che tagliano il DNA esogeno una volta penetrato nella cellula e che agiscono da metilasi, aggiungendo gruppi metile a livello di determinate sequenze, lungo il DNA.
Gli enzimi di restrizione sono la base del test RFLP.  Con questa tecnica, i genetisti usano varie endonucleasi batteriche di restrizione (enzimi di restrizione) per separare il DNA in siti specifici per rilevare il polimorfismo del DNA, utile per l'ingegneria genetica.

## Metilazione in chimica

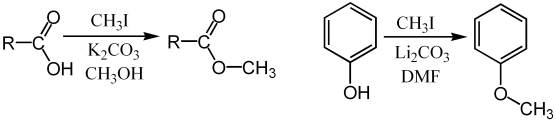
Metilazione di un sale di acido carbossilico e un fenolo usando iodometano

Il termine metilazione in chimica organica si riferisce al processo di alchilazione usato per descrivere l'addizione di un gruppo CH3. Ciò è comunemente ottenuto con sorgenti metiliche elettrofile - iodometano, dimetilsolfato, dimetilcarbonato - o meno comunemente con i più potenti (e più pericolosi) reagenti metilanti del metiltrifluorometansolfonato o metilfluorosolfonato ("metile magico"), che reagisce completamente attraverso la sostituzione nucleofila SN2. Per esempio un carbossilato può essere metilato all'ossigeno per dare un estere metilico, un alcossido RO- (il sale di un alcol) può altrettanto essere metilato per dare un etere, ROCH3, o un chetone enolato può essere metilato sul carbonio formando un nuovo chetone.

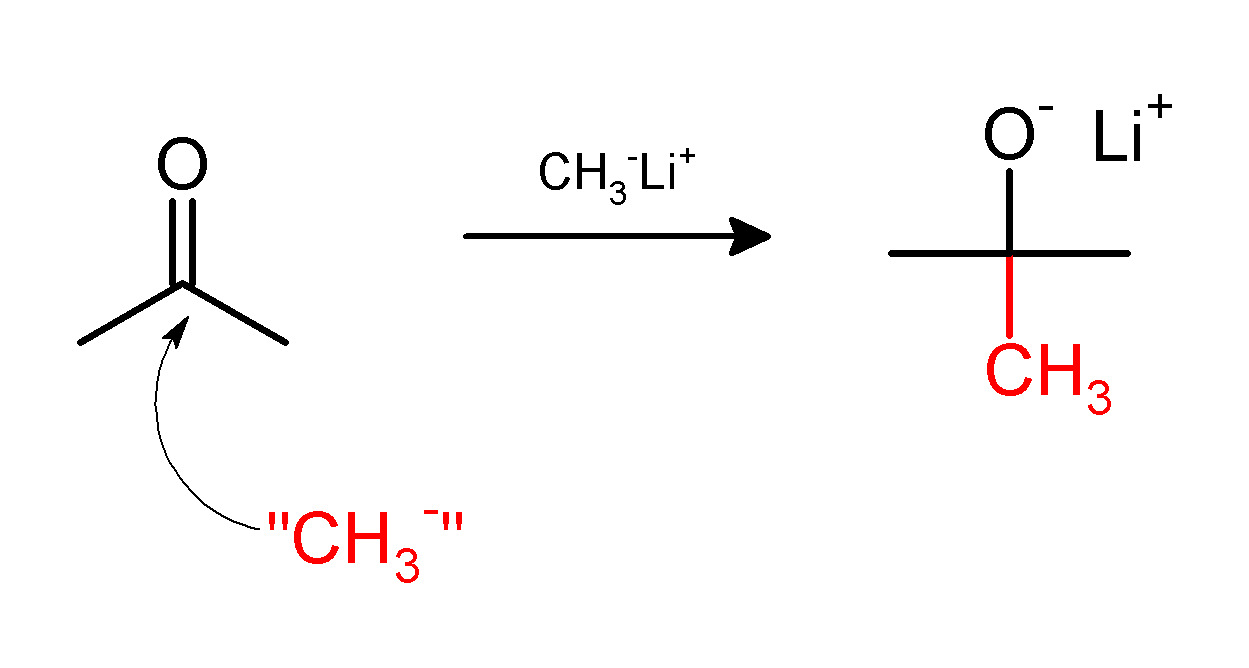
Metilazione dell'acetone da parte del metillitio

Alternativamente, la metilazione può implicare l'uso di composti metilici nucleofili come il metillitio (CH3Li) o i reattivi di Grignard (CH3MgX). Per esempio, CH3Li può metilare l'acetone, attaccando il carbonile (C=O) per dare il litio alcolato del 3-butanolo.